# 汤庙村古文化遗址
31°02′15″N 121°06′42″E / 31.03749°N 121.11178°E
汤庙村古文化遗址，位于中华人民共和国上海市松江区小昆山镇汤庙村西南，是一个古文化遗址、上海市文物保护单位。

## 特点
1962年，当地民众发现地面暴露的新石器时代文物。1980年12月，上海市文物管理委员会考古人员对该遗址试掘，在地表12米处的地方发现了一处新石器时代的原始社会氏族葬地，共清理出四座墓葬，均为单人仰身直肢葬，无墓坑，此外还有陶器文物。鉴定为马家浜文化，其历史比1960年发现的广富林遗址又推前一千多年。1981年5月、1982年2月，再次挖掘，发现该遗址内还有早期遗存的崧泽文化的水井和墓葬，其中水井的井壁上有藤竹编织物的印痕（曾用编织物支撑和保护井壁）。也有晚期遗存的印纹陶文化、马桥文化。1977年12月7日，平原村遗址被公布为上海市文化保护地点